# Frédéric Desmons
Frédéric Desmons, né le 14 octobre 1832, à Brignon, et mort le 4 janvier 1910, à Paris, est un pasteur docteur en théologie protestant, franc-maçon plusieurs fois grand maître du Grand Orient de France, et homme politique français, conseiller général en 1877 et député, sénateur du Gard en 1894. Il milite durant toute sa vie pour la liberté absolue de conscience.

## Biographie

### Jeunesse
Frédéric Desmons est né en 1832 à Brignon, petite commune du département du Gard, entre Nîmes et Alès. Il fait ses études au collège d’Alès, puis à la pension Lavondès à Nîmes.  Il suit ensuite les cours de la Faculté autonome  de théologie protestante de Genève, fief du protestantisme calviniste, où il se prépare à embrasser le ministère pastoral. Il est reçu docteur en théologie en 1855.
De retour en France, Frédéric Desmons devient successivement pasteur de l’Église Réformée de 1856 à 1881, à Ners dans le Gard, puis à Vals-les-Bains en Ardèche, et enfin à Saint Géniès de Malgoirès dans le Gard, à quelques kilomètres à peine de Brignon.

### Franc-maçon
Frédéric Desmons est initié le 8 mars 1861 en franc-maçonnerie au sein de la loge L'Echo du Grand Orient. En 1867, il quitte sa loge-mère pour fonder, à Saint-Geniès-de-Malgoirès, un autre atelier, sous le nom distinctif de Le Progrès dont il devient le vénérable en 1870.
Dès 1873, il entre au conseil de l'ordre du Grand Orient de France (GODF). Il reste vigilant à tous les vœux des loges concernant la suppression des références à l'existence de Dieu et à l'immortalité de l'âme et s'oppose, à de nombreuses reprises, aux « conservateurs » de l'obédience. Lors du convent de 1877, Frédéric Desmons est nommé rapporteur du vœu n°IX émanant de la loge La Fraternité progressive de Villefranche-sur-Saône, visant la révision de l'article 1er de la constitution du Grand Orient de France. À cette occasion, devant les représentants des loges, il prononce un discours au sujet de la formule de l'article premier de la constitution de 1849, qui va passer à la postérité et emporter l'adhésion enthousiaste d'une majorité de délégués du convent, :

« (...) Nous demandons la suppression de cette formule parce que, embarrassante pour les vénérables et les loges, elle ne l'est pas moins pour bien des profanes qui, animés du sincère désir de faire partie de notre grande et belle Institution qu'on leur a dépeinte, à bon droit, comme une Institution large et progressive, se voient tout à coup arrêtés par cette barrière dogmatique que leur conscience ne leur permet pas de franchir. 
Nous demandons la suppression de cette formule parce qu'elle nous paraît tout à fait inutile et étrangère au but de la Maçonnerie. [...] 
Non. Laissons aux théologiens le soin de discuter des dogmes. Laissons aux Églises autoritaires le soin de formuler leur syllabus. - Mais que la Maçonnerie reste ce qu'elle doit être, c'est-à-dire une institution ouverte à tous les progrès, à toutes les idées morales et élevées, à toutes les aspirations larges et libérales (...) »

Cette proposition assortie de son discours aboutissent à la fin de l'obligation de croyance en l'existence de Dieu pour les membres du GODF. Les historiens s'accordent sur le fait que Desmons n'a jamais soutenu l'idée d'un athéisme obligatoire au sein de la maçonnerie libérale, étant lui-même resté profondément déiste. Devenu un personnage de premier plan, Frédéric Desmons est élu président du conseil de l'ordre du GODF à cinq reprises : de 1889 à 1891, de 1896 à 1898, de 1900 à 1902, de 1905 à 1907, et en 1909 jusqu'à sa mort en 1910 en son domicile, 9 rue du Val-de-Grâce dans le 5e arrondissement de Paris.
En 2017, une loge du Grand Orient de France porte le nom de « Frédéric Desmons Laïcité ».

### Carrière politique
Marqué par ses rencontres avec des exilés durant son séjour en Suisse et par sa « culture protestante », Frédéric Desmons commence une carrière politique sous les couleurs républicaines à partir de 1877, date à laquelle il est élu conseiller général du canton de Vézénobres (Gard), après le décès d'Étienne Ducamp. Cependant, cette campagne, qui oppose deux listes républicaines, est très dure. Desmons fait l'objet d'attaques venant aussi bien des conservateurs que de son propre camp politique sur l'apparente contradiction entre sa charge de pasteur et les projets de laïcisation de l'État. Conscient du problème que cela posait à long terme, il choisit de démissionner de son ministère pastoral en 1881.
Il rend sa décision publique, dans sa profession de foi de candidat à la députation, qui témoigne tout autant de la rudesse du combat politique à cette époque, y compris au sein même du camp républicain, que de l'attachement de Desmons à sa fonction de ministre du culte. Elle permet aussi de comprendre que son engagement politique est antérieur à la chute du Second Empire.[réf. souhaitée]
De 1881 à 1894, Frédéric Desmons est député du Gard.
De 1894 à 1909, il est sénateur radical du Gard. Desmons entre dans le combat républicain avec passion et détermination aux côtés de Léon Bourgeois et d'Émile Combes, notamment pour la défense de la laïcité des institutions et la séparation des Églises et de l'État, les lois sur les associations. Il est vice-président du Sénat de 1902 à 1905. En cette qualité de vice-président, il représente la France, en compagnie de Ferdinand de Lesseps à l'inauguration de la statue de la Liberté à New York en 1886. Les francs-maçons et le Grand Orient de France ont activement participé au financement de cette statue représentant la liberté et l'idéal républicain. Opposé au cumul des mandats, il ne fut jamais maire de Brignon.
Dans L'Autre France (1906), une fable parue dans la revue L'Université catholique et ayant pour cadre la Gardonnenque, Clodomir Delfour a pastiché Desmons sous les traits de « Guillaume Satanet ».

## Prix Desmons
Chaque année, le 9 décembre, journée anniversaire de la loi de 1905 portant sur la séparation des Eglises et de l'Etat, l'association Maison Frédéric Desmons (AMFD), en partenariat avec la Ligue de l'enseignement, honore une personnalité qui a œuvré pour la liberté de conscience et la laïcité. Le prix remis à cette personnalité, intitulé « le Galet de Brignon », est l’œuvre et la création du sculpteur Henri Aram Hairabedian.
Frédéric Desmons est enterré au cimetière de Saint-Geniès-de-Malgoirès, ville où un établissement public d'enseignement porte son nom.